# Данилова, Людмила Валериановна
Людмила Валериановна Данилова (Авдуевская; 7 ноября 1923, с. Спас-Волжино Смоленской губернии — 21 сентября 2012) — советский и российский историк, исследователь русского средневековья. Сотрудница Института российской истории — прежде Института истории СССР. Автор двух монографий по социальной истории средневековой Руси. Супруга историка Виктора Петровича Данилова (ум. 2004); совместно с супругом указывается историком-аграрником.

## Биография и творчество
Вернувшись в 1943 году в Москву из «эвакуации» (эвакуационный поезд попал под бомбёжку, а потому Даниловой с 1941 года пришлось находиться на территории Тамбовской и Воронежской областей, в прифронтовой полосе), она, после недолговременной учёбы на химическом факультете МГУ, который оставила по состоянию здоровья, перешла на исторический факультет, оконченный ею с отличием в 1948 году. Дипломную работу писала под началом С. В. Бахрушина; входила в число его научных последователей. В том же 1948 году поступила в аспирантуру Института истории, где в 1952 году защитила кандидатскую диссертацию под руководством М. Н. Тихомирова (училась там у него вместе с С. О. Шмидтом) и с начала того же года стала сотрудницей этого Института. В 1955 году на основе диссертации выпустила «Очерки по истории землевладения и хозяйства в Новгородской земле в XIV—XV веках». Также подготовила докторскую диссертацию «Теоретические проблемы феодализма в советской историографии»; учитывая «непроходимость» данной темы для тогдашних времён, как повествует её биограф А. Журавель, защитить её Данилова ни в 1960-е годы, ни позднее не смогла. Её указывают выступившей в роли координатора дискуссии об азиатском способе производства, развернувшейся в 1960-х годах.
Участвовала в деятельности созданного под началом М. Я. Гефтера в 1964 г. сектора методологии Института истории. С середины того же десятилетия в роли ответственного редактора она сосредоточилась на подготовке к изданию серии задуманных в том секторе сборников под общим названием «Проблемы истории докапиталистических обществ» (ПИДО). Лишь первый их выпуск вышел в 1968 году в издательстве «Наука» (В. Р. Кабо считал, что его появление знаменовало собой выход отечественной исторической науки на новые рубежи теоретической и методологической мысли; С. Г. Карпюк отмечал, что с выходом этого единственного сборника для советских историков, «закончилась, пожалуй» послесталинская «оттепель»); второй был сформирован, но запрещён к изданию, работа над третьим была начата. В 1994 г. выпустила свою вторую монографию «Сельская община в средневековой Руси» {Рец.}.
В начале 1999 г. ушла на пенсию из Института российской истории, прежде Института истории СССР. Публиковалась в изданиях «Вопросы философии», «История СССР», «Вопросы истории», «Исторические записки», «Отечественная история». Одна из авторов Большой российской энциклопедии. Анализировали её работы Л. В. Черепнин, В. В. Бовыкин. Максим Жих характеризовал лучшим её исследование истории русской средневековой общины.
Как замечает А. В. Журавель: «Последовательница С. В. Бахрушина и С. В. Юшкова, она отвергала как господствовавший в 1930—1960-е годы подход Б. Д. Грекова, так и новомодный взгляд Л. В. Черепнина и его последователей, которые заменили идею крупного частного землевладения представлением о господстве верховной феодальной собственности в качестве предпосылки и базиса феодализма». Отмечалось, что Л. В. Даниловой на высоком историографическом уровне написан раздел, посвящённый изучению феодализма в V томе фундаментальных «Очерков истории исторической науки в СССР», а также, что анализ работ Ю. В. Готье, С. В. Бахрушина и А. И. Яковлева, проделанный исследовательницей, не утратил своего значения.
Супруга с 4 декабря 1951 года Виктора Петровича Данилова (ум. 16 апреля 2004 г.); сын Андрей, дочь Елена. С. О. Шмидт называл супругов «умным семейством». В начале 2012 года стараниями Л. В. Даниловой вышел двухтомник избранных сочинений её почившего супруга:
- Данилов В. П. История крестьянства в России в XX веке. — Ч. 1-2. — М.: РОССПЭН, 2011[15].

## Труды

### Монографии
- Данилова Л. В. Очерки по истории землевладения и хозяйства в Новгородской земле в XIV–XV вв. — М. : Издательство Академии наук СССР, 1955. — 439 с.
- Данилова Л. В. Сельская община в средневековой Руси. — М. : Наука, 1994. — 316 с. — ISBN 5-02-012075-8.
- Данилова Л. В. Теоретические проблемы феодализма в советской историографии / Ред., сост., вступ. ст. и коммент. С. С. Алымов, А. В. Журавель. — М.: ЛЕНАНД, 2024. — 512 с. — ISBN 978-5-00237-096-2.

### Подготовленные сборники
- Традиционный опыт природопользования в России : [сборник статей] / отв. ред. Л. В. Данилова, А. К. Соколов. — М. : Наука, 1998. — ISBN 5-02-002443-0.